# Chaim I. Waxman
Chaim Isaac Waxman (* 26. Februar 1941) ist ein US-amerikanischer Soziologe.
Waxman studierte Jüdische Philosophie, Soziologie und Geschichte an der Yeshiva University und Soziologie an der New School for Social Research, wo er 1965 den M.A. erwarb und 1974 promoviert wurde. Er lehrte von 1978 bis 2006 an der Rutgers University, New Brunswick/New Jersey, zuletzt als Professor für Soziologie und Jüdische Studien. Er wurde 2006 emeritiert und lebt in Jerusalem, wo er bis 2009 als Senior Fellow im Jewish People Policy Planning Institute forschte.
Seine Hauptarbeitsgebiete sind die Soziologie der Religion und der Ethnizität mit dem Schwerpunkt auf die Gruppe der Juden in USA und Israel.

## Schriften (Auswahl)
als Autor
- America's Jews in Transition. Temple University Press, Philadelphia 1983, ISBN 0-87722-321-1.
- American aliya. Portrait of an innovative migration movement. University Press, Wayne, Mich. 1989, ISBN 0-8143-1936-X.
- Historical dictionary of zionism. Fitzroy Dearborn Publ., Chicago 2000, ISBN 1-57958-286-9 (zusammen mit Rafael Medoff).
- Israel as a religious reality. Aronson Books, Northvale, N.J. 1994, ISBN 1-56821-077-9.
- The Stigma of Poverty. A Critique of Poverty Theories and Policies. 2. Aufl., Pergamon Press, New York 1983, ISBN 0-08-029407-3.

als Herausgeber
- The End of Ideology Debate. Funk and Wagnalls, New York 1969.
- Jews in America. A Contemporary Reader. Brandeis University Press, Hanover, N.H. 1999, ISBN 0-87451-899-7 (zusammen mit Roberta Rosenberg Farber).
- Jews in Israel. Contemporary Social and Cultural Patterns. Brandeis University Press, Hanover, N.H. 2004, ISBN 1-58465-327-2 (zusammen mit Uzi Rebhun).
- The Palestinians. People, History, Politics. Transaction Books, New Brunswick 1975, ISBN 0-87855-112-3 (zusammen mit Michael Curtis und Joseph Neyer).
- Poverty. Power and Politics. Grosset and Dunlap, New York 1968.